# Hrabovec nad Laborcom
Hrabovec nad Laborcom (1927–1946 slowakisch Hrabovec – bis 1927 auch „Zbudský Hrabovec“; ungarisch Izbugyarabóc – bis 1907 Izbugyahrabóc) ist eine Gemeinde im Osten der Slowakei mit 493 Einwohnern (Stand: 31. Dezember 2024), die zum Okres Humenné, einem Kreis des Prešovský kraj, gehört. Sie ist Teil der traditionellen Landschaft Zemplín.

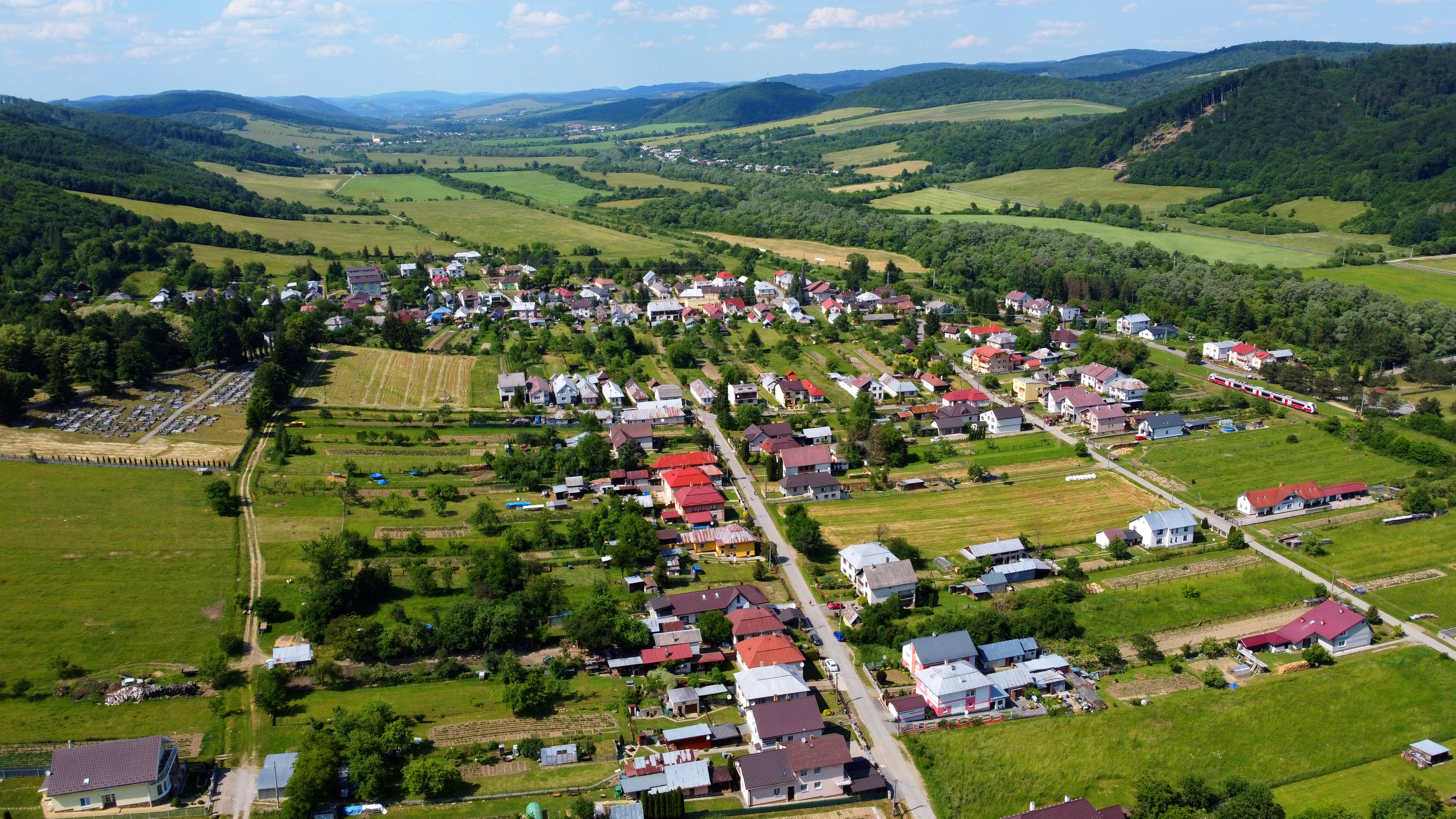
Blick zum Ort

## Geographie
Die Gemeinde befindet sich in den Niederen Beskiden im Bergland Laborecká vrchovina, im Tal des oberen Laborec an dessen rechtem Ufer. Das Ortszentrum liegt auf einer Höhe von 212 m n.m. und ist 22 Kilometer von jeweils Humenné und Medzilaborce entfernt.
Nachbargemeinden sind Brestov nad Laborcom im Norden und Nordosten, Zbudské Dlhé im Osten, Südosten und Süden, Koškovce und Vyšné Ladičkovce im Südwesten, Hrubov im Westen und Radvaň nad Laborcom im Nordwesten.

## Geschichte
Hrabovec nad Laborcom wurde zum ersten Mal 1463 als Harb, Felsewharb schriftlich erwähnt. Das Dorf war Besitz des Landadels, bis zum 17. Jahrhundert gehörte ein Teil zum Herrschaftsgebiet des Geschlechts Izbugyay. Im 19. und 20. Jahrhundert besaß die Familie Dessewffy die Ortsgüter. 1556 wurden viereinhalb Porta verzeichnet, 1715 gab es eine Mühle und 16 Haushalte, 1760 war eine Papiermanufaktur in Betrieb. 1787 hatte die Ortschaft 38 Häuser und 297 Einwohner, 1828 zählte man 21 Häuser und 152 Einwohner, die als Fuhrleute, Korbmacher und Waldarbeiter tätig waren.
Bis 1918 gehörte der im Komitat Semplin liegende Ort zum Königreich Ungarn und kam danach zur Tschechoslowakei beziehungsweise heute Slowakei. In der Zeit der ersten tschechoslowakischen Republik verblieben die Einwohner bei traditionellen Einnahmequellen. Während des Zweiten Weltkriegs setzten 1944 NS-deutsche Truppen den Ort wegen Partisanenunterstützung in Brand. Nach dem Zweiten Weltkrieg pendelte ein Teil der Einwohner zur Arbeit in Industriebetriebe in Humenné und Medzilaborce und Košice, die Landwirte waren privat organisiert.

## Bevölkerung
| Jahr                | 1994 | 2004    | 2014    | 2024    |
| ------------------- | ---- | ------- | ------- | ------- |
| Anzahl der Personen | 578  | 591     | 538     | 493     |
| Unterschied         |      | +2,24 % | −8,96 % | −8,36 % |

| Jahr                | 2023 | 2024   |
| ------------------- | ---- | ------ |
| Anzahl der Personen | 500  | 493    |
| Unterschied         |      | −1,4 % |

Nach der Volkszählung 2011 wohnten in Hrabovec nad Laborcom 569 Einwohner, davon 563 Slowaken sowie jeweils drei Russinen und Ukrainer.
532 Einwohner bekannten sich zur römisch-katholischen Kirche, 27 Einwohner zur griechisch-katholischen Kirche sowie jeweils ein Einwohner zu den christlichen Gemeinden, zur Evangelischen Kirche A  B. und zur orthodoxen Kirche. Ein Einwohner war konfessionslos und bei sechs Einwohnern wurde die Konfession nicht ermittelt.

## Bauwerke und Denkmäler
- moderne römisch-katholische Kirche Maria vom Rosenkranz aus dem Jahr 1995

## Verkehr
Nahe Hrabovec nad Laborcom verläuft die Cesta II. triedy 559 („Straße 2. Ordnung“) von Humenné heraus und weiter nach Medzilaborce und Čertižné, in den Ort führt von ihr die Cesta III. triedy 3848 („Straße 3. Ordnung“). Der Ort hat eine Haltestelle an der Bahnstrecke Michaľany–Łupków.